# Список малых базилик Украины
Список малых базилик Украины представляет собой список католических церквей Украины, которым присвоен титул малой базилики. Этот почётный титул присваивается римским папой в ознаменование древности церкви, её исторической важности или значимости как паломнического центра.
По состоянию на 2021 год на Украине четыре базилики, из которых одна является собором.
| № | Город     | Название по-русски                      | Название по-украински                                 | Год основания | Дата присвоения титула | Фото | Координаты                      |
| - | --------- | --------------------------------------- | ----------------------------------------------------- | ------------- | ---------------------- | ---- | ------------------------------- |
| 1 | Зарваница | Собор Зарваницкой Богоматери            | Собор Зарваницької Матері Божої                       | 2002          | 9 января 2019 года     |      | 49°13′42″ с. ш. 25°21′06″ в. д. |
| 2 | Львов     | Базилика Успения Пресвятой Девы Марии   | Митрополича базиліка Внебовзяття Пресвятої Діви Марії | 1479          | 21 июня 1910 года      |      | 49°50′26″ с. ш. 24°01′50″ в. д. |
| 3 | Одесса    | Церковь Святого Апостола Петра          | Костел святого Петра апостола                         | 1913          | 9 января 2019 года     |      | 46°29′10″ с. ш. 30°44′11″ в. д. |
| 4 | Черновцы  | Базилика Воздвижения Всечестного Креста | Базиліка Воздвиження Всечесного Хреста                | 1814          | 2 июля 2014 года       |      | 48°17′40″ с. ш. 25°56′11″ в. д. |